# Georges Pernot

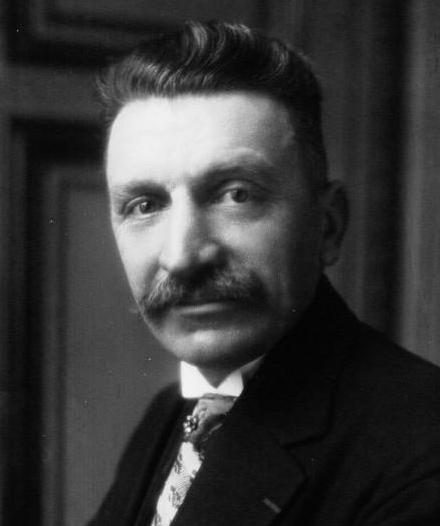
Pernot in 1930

Georges Pernot (Besançon, 6 november 1879 - Besançon, 14 september 1962) was een Frans politicus.

## Biografie
Georges Pernot studeerde rechten en was advocaat. Later ging hij in de politiek. Hij sloot zich aan bij de gematigd conservatieve Fédération Républicaine en behoorde tot de liberale vleugel van die partij. Hij begon zijn politieke carrière als lid van de Conseil Général (Generale Raad) van het departement Doubs. Van 1924 tot 1935 was hij voor het departement Doubs lid van de Kamer van Afgevaardigden (Chambre des Députés). In 1928 was hij vicevoorzitter van de Kamer van Afgevaardigden. Toen de FR verder naar rechts opschoof richtte hij in 1932 met medestanders de parlementaire fractie Républicain et Social en zat deze voor tot 1935. In 1935 werd hij voor het departement Doubs in de Senaat (Sénat) gekozen en sloot zich aan bij de Union Républicaine (Republikeinse Unie).
Georges Pernot was actief binnen diverse rooms-katholieke organisaties (o.a. voorzitter van de Association Catholique de la Jeunesse Française). Hij was groot voorstander van een familiepolitiek en bepleitte de vervanging van het algemeen mannenkisrecht door gezinshoofdenkiesrecht.
Georges Pernot was voor de Tweede Wereldoorlog meerdere malen minister:
- Minister van Openbare Werken in het Kabinet-Tardieu I van 3 november 1929 tot 13 december 1930
- Minister van Justitie en Grootzegelbewaarder in het Kabinet-Flandin I en het Kabinet-Bouisson van 8 november 1934 tot 7 juni 1935
- Minister van Blokkaden in het Kabinet-Daladier III van 13 september 1938 tot 21 maart 1940
- Minister van Familie en Volksgezondheid in het Kabinet-Reynaud van 6 juni tot 16 juni 1940

Als senator stemde hij op 10 juli 1940 vóór het verlenen van volmachten aan generaal Philippe Pétain.
Na de Tweede Wereldoorlog was hij van 1946 tot 1959 lid van de Senaat voor de Parti Républicain de la Liberté (later de Centre National des Indépendants et Paysans). Hij vertegenwoordigde het departement Doubs. Daarnaast was hij in 1948 vertegenwoordiger van Frankrijk bij de Economische Raad van de Verenigde Naties. Ook vertegenwoordigde hij Frankrijk bij de Raad van Europa.
Georges Pernot overleed op 82-jarige leeftijd.

## Verwijzingen
1. ↑  Benaming van de Senaatsfractie van de Alliance Démocratique
2. ↑  In praktijk konden alleenstaande vrouwen, in hun functie van gezinshoofd, dan ook gaan stemmen

- Bibliothèque nationale de France: cb110300018 (data)
- Gemeinsame Normdatei: 133819191
- International Standard Name Identifier: 0000 0000 2337 0136
- Base Léonore: 19800035/368/49492
- Système universitaire de documentation: 076086194
- Virtual International Authority File: 56601820
- WorldCat: E39PBJycHkfkXjcXFFQJfPbmVC